# Station Worstead
Worstead is een spoorwegstation van National Rail in Worstead, North Norfolk in Engeland. Het station is eigendom van Network Rail en wordt beheerd door Greater Anglia. 